# Edelstams väg

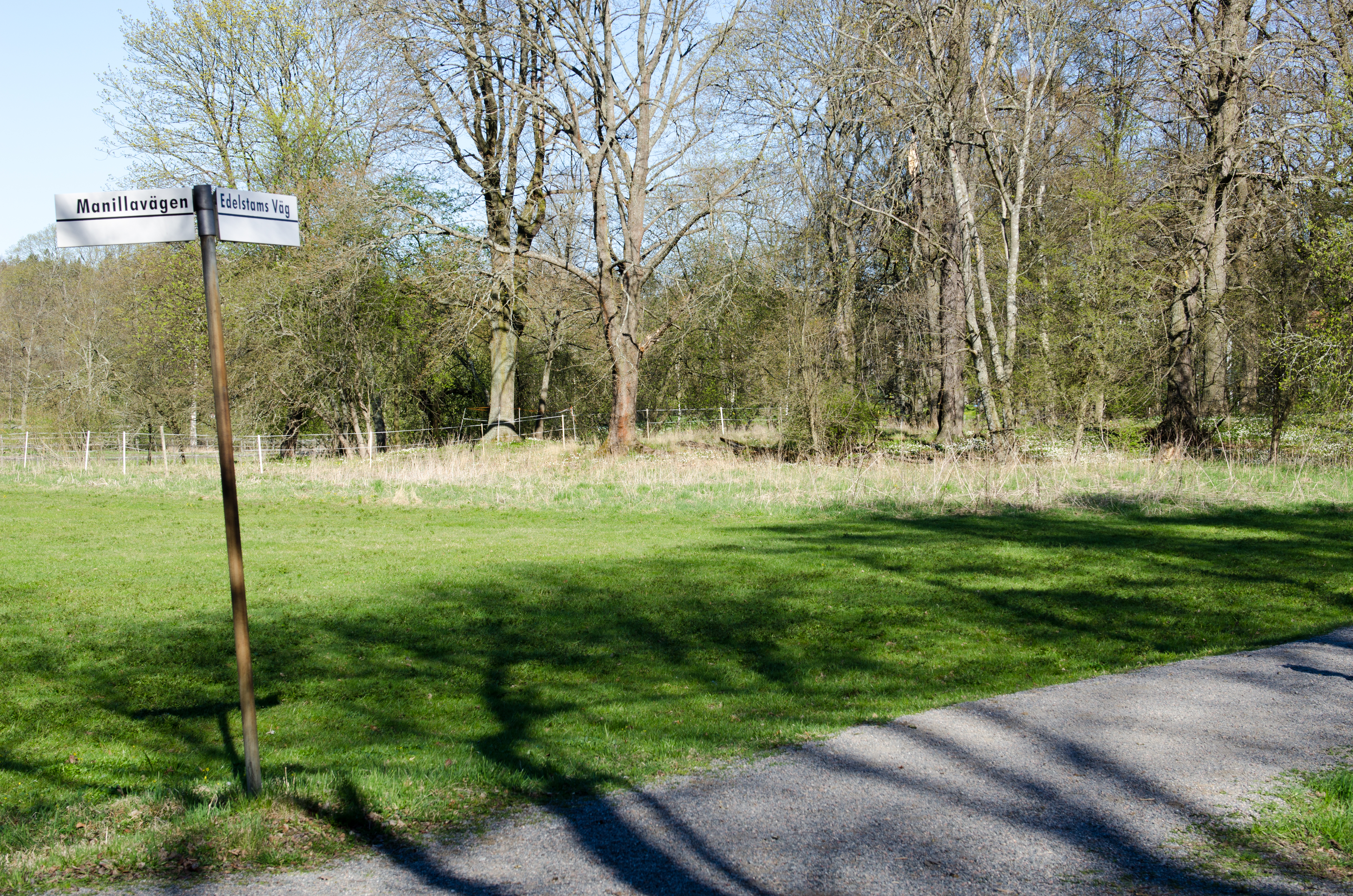
Edelstams väg sedd från Manillavägen.

Edelstams väg på den östra delen av Djurgården har fått sitt namn efter Fritz Edelstam (1865–1919) som var intendent på Djurgården 1898–1910, och chef för kungens jägare. Edelstams Väg går från Manillavägen efter Djurgårdsbrunnsbron genom den inre av denna del av Djurgården ut till Täcka udden.